# Southwellina dimorpha
Southwellina dimorpha är en hakmaskart som beskrevs av Schmidt 1973. Southwellina dimorpha ingår i släktet Southwellina och familjen Polymorphidae. Inga underarter finns listade i Catalogue of Life.